# Madiha Yousri
Madiha Yousri (en arabe : مديحة يسري, née Ghanima ou Hannouma Habib Khalil (en arabe : غنيمة حبيب خليل) au Caire le 3 décembre 1921 et morte le 30 mai 2018 dans la même ville, est une actrice, au cinéma et à la télévision, et une productrice égyptienne.

## Biographie
Madiha Yousri est issue d’une famille modeste, son père travaillant pour les chemins de fer. Remarquée par un réalisateur, elle a l'occasion de jouer un petit rôle dans un premier film. Elle fait partie de la génération d’actrice égyptienne qui commence directement par le cinéma, sans passer par des rôles au théâtre, à la différence d’Aziza Amir, ou encore de Fatma Rochdi, par exemple. Dans son film suivant, Ahlam el chabab [Rêves de jeunesse], en 1943, elle obtient un rôle principal aux côtés du chanteur et acteur Farid El Atrache. Le film est réalisé par Kamal Sélim, pionnier du cinéma réaliste égyptien. En 1942,les propositions se multiplient dans cette veine du cinéma réaliste et elle joue notamment avec Fatma Rochdi. Puis elle passe à des comédies plus légères, avec le réalisateur Togo Mizrahi, qui l'aide à progresser dans son métier. Elle se marie avec un chanteur, Mohamed Amin, qui lui permet d’échapper à un prétendant mis en avant par sa famille et l'encourage dans sa carrière d'artiste. Ils participent ensemble à quelques films, formant un duo à l'écran à six reprises ,,.

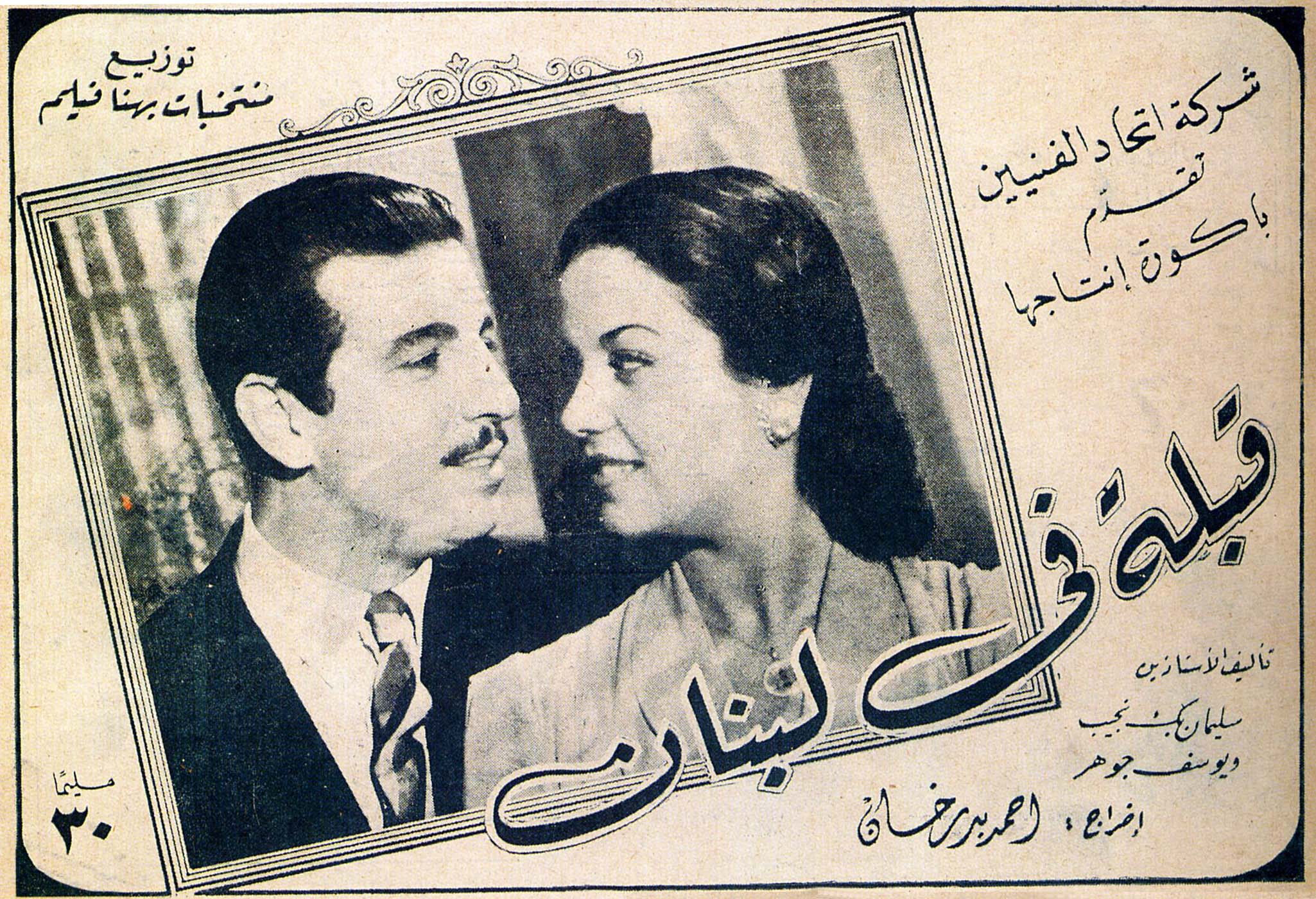
Madiha Yousri et Anwar Wagdi sur l'affiche du film Kubla fi Lubnan (قبلة في لبنان ou Un baiser au Liban) en 1945.

À la fin de l’année 1946, elle tourne pour le réalisateur Ahmed Salem, devenu son second mari. Suit ensuite en 1947 Azhar wa Ashwak [Le Prisonnier de l’ombre], réalisé par un jeune cinéaste, Ezzel Dine Zulficar,,. Son idylle avec Ahmed Salem dure deux ans.
Au début des années 1950, le cinéma égyptien est toujours très actif. C'est dans cette période qu'elle devient pour la première fois productrice, choisissant un sujet qui lui tient à cœur, El avocato Madiha [Maître Madiha], initialement une pièce de théâtre écrite et mise en scène par Youssef Wahbi. C’est l’histoire d’une jeune femme, déterminée à faire des études, et à travailler comme avocate, pourtant mariée de force par sa famille, qui brise ainsi ses projets d'émancipation. La pièce s'en prend à la place de la femme dans la société égyptienne, et fait écho au mouvement féministe égyptien : « Nous, les femmes de cinéma de ma génération, Aziza Amir, Bahiga Hafez, Fatma Rouchdi et moi-même, omniprésentes sur les écrans, voulions faire des films qui abordent les thèmes qui nous concernaient, mais c’était impossible ». Madiha Yousry achète les droits de la pièce à Youssef Wahbi et produit le film dans lequel elle joue aux côtés de Youssef Wahby, présent comme acteur et réalisateur. Ce film amorce une évolution dans l'image de la femme dans les films, même si, finalement, l'héroïne se soumet aux traditions et à sa famille.
Elle continue par ailleurs son parcours d'actrice, avec des rôles variés. Elle apparaît notamment en 1951 dans une œuvre cinématographique d'Henry Barakat, Amir el antikam [Le Prince de la vengeance], un film d’aventure et d'actions un registre moins courant dans le cinéma égyptien, dénonçant l’oppression, la corruption du pouvoir, avec un thème extrait du Comte de Monte-Cristo. La période est alors troublée en Égypte avec un royaume qui vit ses dernières années. En 1952, on la retrouve dans un autre genre plus inhabituel encore pour le cinéma égyptien, un film fantastique intitulé Min aina laka haza? [D’où tu sors ça ?], réalisé par Niazi Mostafa, avec à ses côtés, Mohamed Fawzi, son troisième époux.
Elle joue aussi durant les années 1950 dans quatre films de Kamal El Sheikh, dont Hayat ou maut [La vie ou la mort], présenté au Festival de Cannes. Elle revient dans la deuxième partie des années 1950 et le début des années 1960 a un rôle de productrice.
En 1969, elle est membre du jury lors du 6e Festival international du film de Moscou en 1969. Pendant une partie des années 1970, elle se tient à l'écart de la scène, après un cinquième mariage, cette fois avec Ibrahim Salama Al-Radi, cheikh de la doctrine soufie, mais ils se séparent. Dans les années 1980 et au début des années 1990, elle joue dans des films sur des thèmes d'actualité tels que Man yutfi al nar [Qui éteindra le feu ?], sur la guerre au Liban, en 1982, et Al Irhabi [Terroriste] en 1993 sur le terrorisme islamiste qui frappe le pays. En 2004, alors qu'elle siège au Majlis al-Shura, à l'époque Conseil consultatif égyptien ou Chambre Haute, s'intéressant notamment aux affaires culturelles de son pays, une biennale du cinéma arabe lui rend hommage à Paris.
En 2018, ayant obtenu une aide du gouvernement égyptien pour payer les frais de son hospitalisation à l’hôpital militaire d’Al Maâadi au Caire, Madiha Yousri y décède le 30 mai, à l’âge de 96 ans, .

## Filmographie

### Comme actrice
Elle a joué dans une centaine de films sur plus de cinq décennies, dont :
- 1943 : Ahlam el chabab (أحلام الشباب)   [Rêves de jeunesse], réalisé par Kamal Sélim.
- 1943 : Al Aamel(  العامل )  [L’Ouvrier], réalisé par Ahmed Kamel Morsi, avec Fatma Rouchdi.
- 1947 : Azhar wa Ashwak (أسير الظلام ) [Prisonnier de l'ombre], réalisé par Ezzeddine Zulficar.
- 1950 : El avocato Madiha (الأفوكاتو مديحة )  [Maître Madiha], réalisé par Youssef Wahby.
- 1951 : Amir el antikam (أمير الانتقام) [Le Prince de la vengeance], réalisé par Henry Barakat .
- 1952 : Min aina laka haza?  ( من أين لك هذا )  [D’où tu sors ça ?], réalisé par Niazi Mostafa.
- 1952 : Lahn al-Kholood ( لحن الخلود )  [La chanson éternelle], réalisé par Henry Barakat .
- 1954 : Hayat ou maut  ( حياة أو موت ) [La vie ou la mort], réalisé par Kamal El Sheikh.
- 1955 : Inni rahilah ( إني راحلة ) [Je pars], sorti en salle en 1971, réalisé par Ezz-Eddine Zoulficar.
- 1956 : Ard el ahlam ( أرض الأحلام ) [La Terre des rêves], réalisé par Kamal al Sheikh.
- 1959 : Qalb yahtariq ( قلب يحترق ) [Un cœur qui brûle], réalisé par Kamal al Sheikh.
- 1962 : Al khataya ( الخطايا ) [Les Péchés], réalisé par Hassan al-Imam.
- 1982 : Man yutfi al nar ( من يطفئ النار ) [Qui éteindra le feu ?] , réalisé par Mohamed Selmane.
- 1993 : Al Irhabi ( الإرهابي ) [Terroriste], réalisé par Nader Galal, avec Adel Imam.

### Comme productrice
- 1950 : El avocato Madiha (الأفوكاتو مديحة )  [Maître Madiha], réalisé par Youssef Wahby.
- 1955 : Inni rahilah ( إني راحلة ) [Je pars], sorti en salle en 1971, réalisé par Ezz-Eddine Zoulficar.
- 1956 : Ard el ahlam ( أرض الأحلام ) [La Terre des rêves], réalisé par Kamal al Sheikh.
- 1959 : Qalb yahtariq ( قلب يحترق ) [Un cœur qui brûle], réalisé par Kamal al Sheikh.